# Charles Kramer

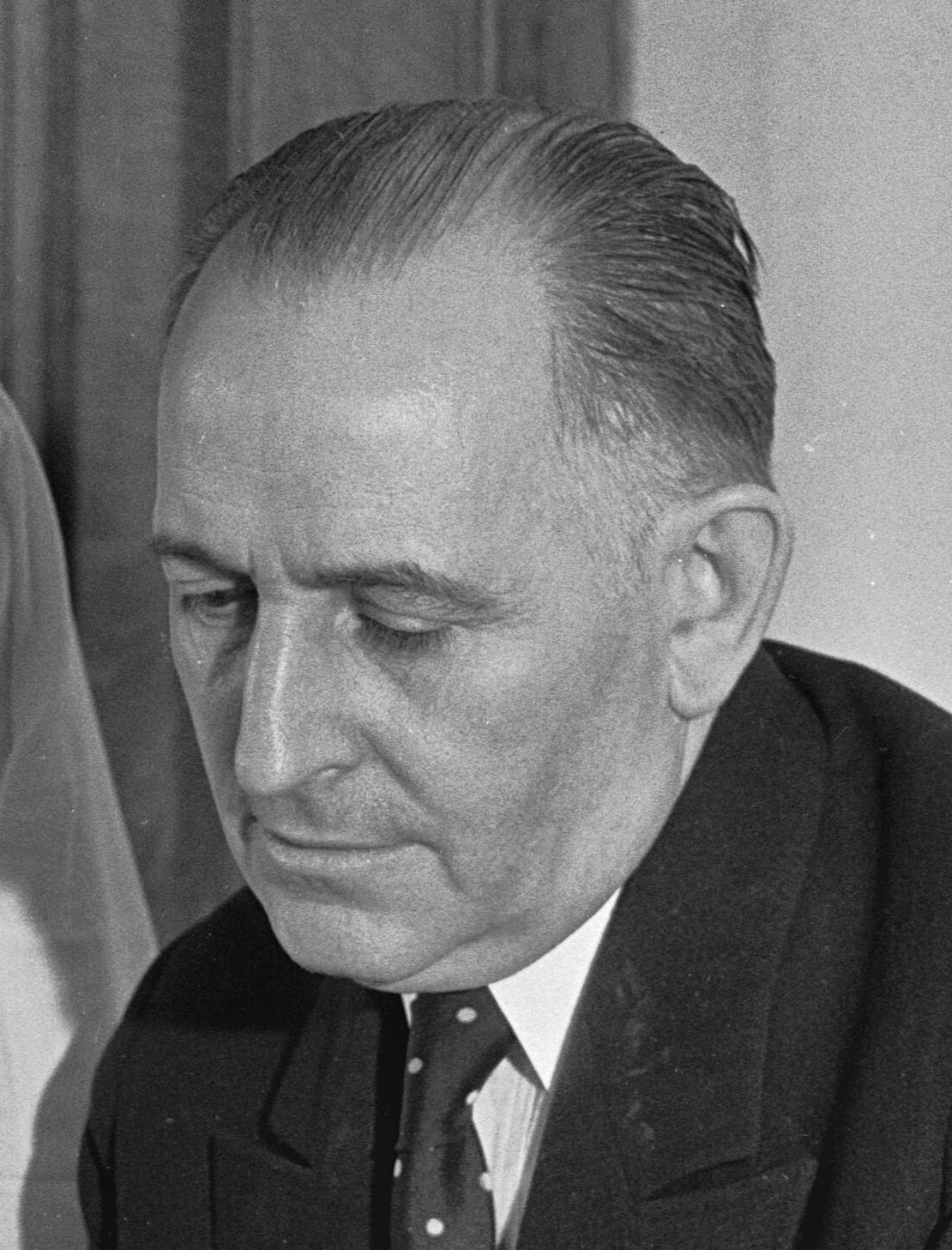
Charles Kramer (1934)

Charles Kramer (* 18. April 1879 in Paducah, Kentucky; † 20. Januar 1943 in Los Angeles, Kalifornien) war ein US-amerikanischer Politiker. Zwischen 1933 und 1943 vertrat er den Bundesstaat Kalifornien im US-Repräsentantenhaus.

## Werdegang
Noch in seiner Kindheit kam Charles Kramer nach Chicago in Illinois, wo er später die öffentlichen Schulen besuchte. Nach einem anschließenden Jurastudium am Illinois College of Law sowie der DePaul University in Chicago und seiner 1904 erfolgten Zulassung als Rechtsanwalt begann er in Chicago in diesem Beruf zu arbeiten. Dort war er zwischenzeitlich auch Direktor einer Kleiderfabrik. Im Jahr 1920 zog er nach Los Angeles, wo er ebenfalls als Anwalt praktizierte. Gleichzeitig schlug er als Mitglied der Demokratischen Partei eine politische Laufbahn ein.
Bei den Kongresswahlen des Jahres 1932 wurde Kramer im damals neu eingerichteten 13. Wahlbezirk von Kalifornien in das US-Repräsentantenhaus in Washington, D.C. gewählt, wo er am 4. März 1933 sein neues Mandat antrat. Nach vier Wiederwahlen konnte er bis zum 3. Januar 1943 fünf Legislaturperioden im Kongress absolvieren. Während dieser Zeit wurden dort bis 1941 die New-Deal-Gesetze der Bundesregierung unter Präsident Franklin D. Roosevelt verabschiedet. Seit 1941 war auch die Arbeit des Kongresses von den Ereignissen des Zweiten Weltkrieges geprägt.
Seit 1939 war Kramer Vorsitzender des Patentausschusses. 1941 strebte er erfolglos die Nominierung seiner Partei für das Amt des Bürgermeisters von Los Angeles an. Im Jahr 1942 unterlag er dem Republikaner Norris Poulson. Charles Kramer starb am 20. Januar 1943 in Los Angeles, nur 17 Tage nach dem Ende seiner letzten Amtsperiode im Kongress.